# Рита Леви-Монталчини
Рита Леви-Монталчини (на италиански: Rita Levi-Montalcini) е италианска невроложка и от 2001 г. до смъртта си е пожизнена сенаторка. Носителка е на Нобелова награда за медицина през 1986 г.

## Биография
Родена е на 22 април 1909 г. в Торино, Италия, в семейството на евреи. Заедно със сестрите и братята си към фамилното си име добавя фамилията на майка им Монталчини през 1930 г. Въпреки съпротивата на баща си, според чиито консервативни възгледи образованието пречи на ролята на жената в семейството, успешно завършва медицина в Медицинската академия в Торино през 1936 г.
Непосредствено след завършването си започва работа като асистент в академията, но законите за расата на Мусолини от 1938 г. водят до нейното уволнение. През следващите няколко години Леви-Монталчини самостоятелно провежда научни експерименти в дома си. През 1946 г. приема покана от Университета Вашингтон в Сейнт Луис (Washington University in St. Louis), САЩ, където в продължение на следващите 30 години провежда най-значимата си научна дейност. Успоредно с това от 1961 до 1969 г. ръководи италианския Национален научен съвет (Consiglio Nazionale delle Ricerche) в Рим, а от 1969 до 1978 г. – Лабораторията по клетъчна биология. През 1986 г. Леви-Монталчини и колегата ѝ Стенли Коен печелят Нобеловата награда за медицина за изследванията си върху факторите на растеж, които са от огромно значение за разбирането на механизмите на раковите заболявания.
От 1 август 2001 г. Леви-Монталчини е пожизнен сенатор в Сената на Италианската република. Често взема участие в дебатите, известна е с умерените си леви убеждения. През 2004 г. влага научния си и личен авторитет в успешната кампания срещу решението на тогавашния министър на образованието да премахне биологичната еволюция от националния учебен план. Леви-Монталчини също оглавява фондация за правата на жените в Африка.

## Отличия
- През 1968 г. става десетата жена-член на Националната академия на науките на САЩ (National Academy of Sciences).
- През 1983 г. Леви-Монталчини, Стенли Коен и Виктор Хамбургер получават наградата „Луиза Грос Хорвиц“ (Louisa Gross Horwitz Prize) от Колумбийския университет.
- През 1986 г. Леви-Монталчинии и Коен получават Нобеловата награда за медицина, както и наградата „Алберт Ласкер“ за основни медицински изследвания (Albert Lasker Award for Basic Medical Research). Леви-Монталчини става четвъртият Нобелов лауреат, произхождащ от малката, но стара еврейска общност в Италия.
- През 1987 г. получава Националния медал за наука (National Medal of Science), най-високото научно отличие на САЩ.
- През 2008 г. става старши офицер на Ордена на Почетния легион на Франция (grand officier dans l’Ordre de la Légion d’honneur), както и доктор хонорис кауза в Университета Комплутенсе в Мадрид.